# ジョン・バニヤン

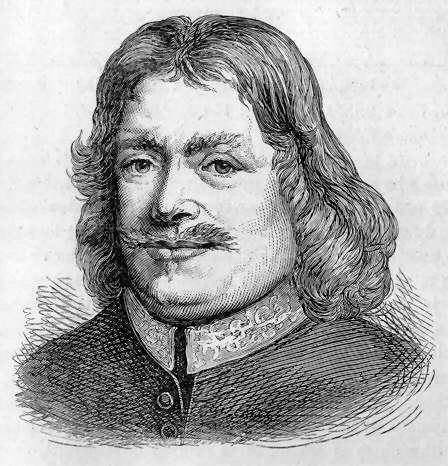

ジョン・バニヤン（John Bunyan, 1628年11月28日 - 1688年8月31日）は、イギリスの教役者、文学者。『天路歴程』の著者として知られる。

## 生涯
イングランド、エルストー教区のハローデン（ベッドフォードの南東1マイル）で生まれる。バニヤンは教育をごくわずかしか受けていない。彼は父の稼業、鋳掛屋の手伝いをし、その後1644年から1647年までニューポート・パグネルの陸軍に入った。1649年、ある信仰心厚い若い娘と結婚する。彼女の持参金はわずか本2冊、アーサー・デントの Plain Man's Pathway to Heaven とルイス・ベイリーの Practice of Piety であったようだ。バニヤンはこれらの本に影響されて信仰の人生に進んだ。バニヤンは1655年に妻が死ぬまでエルストーに住み、その後ベッドフォードに転居した。1659年に再婚した。
彼の自叙伝 Grace Abounding では、若い頃は放蕩生活を送っていたと記している。しかし、見たところ、本当にほかの人と比べて悪党であったという証拠は見られない。唯一彼が具体的に挙げた重大な悪行は冒瀆であり、それ以外は娯楽のダンスと教会の鐘を鳴らすくらいである。圧倒するような彼の想像力が、頭の中で不信心と冒瀆の行いをさせ、それらの危険性を生々しく実感させたのだった。特に、彼は「許されない罪」に対する好奇心に悩まされていて、それを既に実行したという空想に囚われることがあった。たびたび彼は「キリストを売れ」と強要する声が聞こえ、恐ろしげな幻覚に苦しめられた。精神的な耐え難い葛藤の後、彼はその状態から抜け出し、熱狂的でゆるぎない信仰者となった。1653年、彼はベッドフォードのバプテスト教会に入り、ウース川で浸礼を受けた。1655年、彼は執事となり伝道を始めたが、最初から成功を収めた。
バニヤンはフレンド派の教えに激しく反対し、1656年から1657年の間フレンド派の指導者と書面による論争をしている。まずバニヤンは Some Gospel Truths（福音書の真理）を出版しクエーカーの信条を攻撃した。クエーカー教徒エドワード・バーローは The True Faith of the Gospel of Peace （平和の福音のまことの信仰）で反論した。バニヤンは A Vindication of Some Gospel Truths Opened （開かれた福音書の真理の弁明）でバーローの論文に反駁した。一方バーローは Truth (the Strongest of All) Witnessed Forth でそれに応えた。後に、クエーカーの指導者ジョージ・フォックスが論争に加わり、 The Great Mystery of the Great Whore Unfolded でバニヤンの随筆に論駁した。
1658年、バニヤンは、免許無しで伝道したかどで起訴される。しかし彼は1660年11月にベッドフォードのシルバーストリートにある監獄に収容されるまで、投獄されること無く伝道を続けた。ここで最初は禁固3月となるが、彼が反抗したか伝道を止めることを受け入れなかったために、禁固は12年近く延長され、チャールズ2世が信教自由令を出した1672年1月まで延びた（1666年に数週間の中断があったが）。

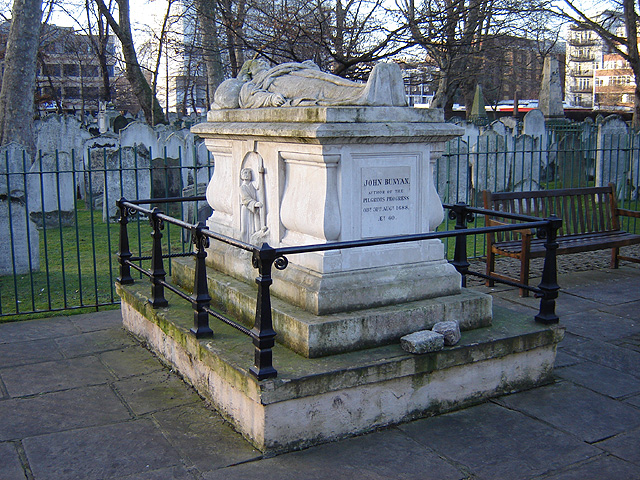
ジョン・バニヤンの墓、ロンドン

その月、彼はベッドフォード教会の牧師となった。1675年3月、布教のかどで再び逮捕され（チャールズ2世が信教自由令を撤回したため）、ウース川にかかる石橋の上にあった監獄に投獄される（1887年に発見された逮捕令状の原本が、ラッシュとウォーウィックから出版されている）。6ヶ月で釈放され、彼の高い評判のために再び逮捕されることはなかった。
ロンドンへ上る途中、濡れたのが原因で重い風邪をひき、1688年8月31日、スノーヒルの友人の家で発熱のため死んだ。彼の墓はロンドンのバンヒル墓地にある。

## 天路歴程
バニヤンは「天路歴程」を2部構成で書き、第1部は1678年に、第2部は1684年にロンドンで出版された。執筆は1回目の収監のときに始め、恐らく2回目のときに終わったと考えられている。2部を1巻に合本した初版は1728年に発行された。誤ってバニヤンの作とされた第3部が1693年に発行され、1852年に再版された。この第3部の題名は The Pilgrim's Progress from This World to That Which Is to Come と言った。
「天路歴程」はプロテスタント世界で最も多く読まれた宗教書であり、非常に多くの言語に翻訳された。プロテスタント伝道団は聖書に次ぎ、最優先で「天路歴程」を翻訳するのが普通だった。
これ以外のバニヤンの2つの成功作は、比較的知られていない。架空の伝記 The Life and Death of Mr. Badman （1680年）と、寓話 The Holy War （1682年）である。バニヤンの内面を明らかにした3番目の著書が Grace Abounding to the chief of sinners である。これは非常に冗長で、バニヤン自身の全てが記されているが、彼がこれを書いた動機がキリスト教の赦しの概念を分かりやすいように賛美し、彼自身のような経験をした人たちを慰めることであったことを除けば、耐えられないほど独善的に感じられる。
上記の作品は数多くの版を重ね、誰もが読めるようになっている。例えば大英博物館やニューヨーク公立図書館には、ジェームズ・レノックスが収集した「天路歴程」のさまざまな版が収められている。
バニヤンの著作のほとんどが説教を発展させたものであったにもかかわらず、彼は多作の作家となったばかりでなく、人気のある伝道師になった。神学的には彼は清教徒であったが、彼には陰気なところが少しも無かった。友人だったロバート・ホワイトが描いた肖像画では、バニヤンの本当の性格の魅力が表れている。バニヤンは背が高く、赤毛で、高い鼻、大きい口、そして輝く目を持っていた。
彼には英語の聖書以外の学問が無かったが、あらゆる聖典を知っていた。また彼は1575年に翻訳されたマルティン・ルターの Commentary on the Epistle to the Galatians にも影響を受けた。
バニヤンが牢獄から釈放される少し前、彼はキッフィン、ダンバーズ、デューン、ポール他と論争を起こしている。1673年、彼は Differences in Judgement about Water-Baptism no Bar to Communion を著した。ここで、キリストの教会 は明らかに聖者であると露見したキリスト教徒、彼自身の神の光に従って歩くキリスト教徒を信仰会派に入れない保証を持たない、という前提を取った。彼は「水を使った洗礼を神の慣行とする」ことは認めたが、それを偶像化することは認めなかった。それは、洗礼が無いことを理由に本当のキリスト教徒として認めた人を除名する原因になると考えたからだった。
キッフィンとポールは、Serious Reflections で回答を発表した。そこでは、聖餐は洗礼を受けた信者に限ることに賛成の立場を取っており、ヘンリー・ダンバーズの著書 Treatise of baptism （1673、1674年）で彼の承認を得た。この討論は、カルバン派バプテストに、洗礼を受けていない信者を含む会派についての疑問を未解決のまま残す結果となった。バニヤンの教会は幼児洗礼者を組合員として認めており、最終的に幼児洗礼主義（会衆主義）となった。
バニヤンは、おそらく英語の本で最も広く読まれ、聖書以外のいかなる本よりも多くの言語に翻訳されていた「天路歴程」を書いたという名声を得ている。幅広く人の心に訴えるこの作品の魅力は、優しさの感触、趣きあるユーモア、心動かす力強い言葉遣いのほとばしり、そして英語に特有の表現を駆使して、筆者の強力な想像力が登場人物、事件そして場面を、まるで読者が知っている現実そっくりに作り上げる、物語の面白さにある。
マコーリーは次のように評している：
「読者はみなあの広い通り、狭い通り、そして百回行き来した道を知っている」
「17世紀後半のイングランドではきわめて優れた想像力を持つ心には二種類しかいなかった。一つは失楽園を作り出す心、もう一つは天路歴程を作り出す心である」
バニヤンは60冊の本と小冊子を書いた。その中で Grace Abounding は現在の自叙伝で最も興味深い作品の一つであるが、知名度の点では the Holy War が「天路歴程」に次ぐ。
昭和天皇の1946年1月1日の詔書（人間宣言）に「我国民ハ動(やや)モスレバ焦躁ニ流レ、失意ノ淵ニ沈淪セントスルノ傾キアリ」とある。これは英文で起草した幣原喜重郎首相が「the Slough of Despond」と書いたものを日本語訳したもので、『天路歴程』の第一部の一節を踏まえた表現であった。

## 日本語訳

### 著作集
- 高村新一『バニヤン著作集（全５巻）』、山本書店、1969年
  - １：「獄中書簡」「罪びとのかしらに溢るる恩寵」
  - ２：「天路歴程」
  - ３：「ミスター・バッドマンの生涯」
  - ４：「聖戦」
  - ５：「続・天路歴程」「天を目指す走者」「バニヤンの言葉」

### 作品別
- Grace Abounding to the Chief of Sinners
  - 松本雲舟『恩寵溢る丶の記』、警醒社、1912年
  - 畔上賢造『恩恵溢る』、向山堂書店、1929年
  - 益本重雄『悪人の生と死・恩寵溢るゝ記』、太陽堂書店、1930年
  - 青芳勝久『溢るゝ恩恵』、基督教書類会社、1930年
  - 小野武雄『罪人等の首長に恩寵溢る』、長崎書店、1940年
- The Pilgrim's Progress
  - 佐藤喜峰『意訳 天路歴程』、十字屋書舗、1879年（実際には村上俊吉による訳といわれる）
  - ウィリアム・ジョン・ホワイト『天路歴程』、倫敦聖教書類会社、1886年（実際には松村介石による訳といわれる）
  - 百島冷泉『天路歴程』、内外出版協会、1907年
  - 池亨吉『天路歴程』、基督教書類会社、1911年
  - 斎藤敏夫『天路歴程物語』、日曜世界社、1925年
  - 布上荘衛『天路歴程』、英文学社、1928年
  - 益本重雄『全訳 天路歴程』、太陽堂、1929年
  - 青芳勝久『巡礼の旅』、基督教書類会社、1931年
  - 岡田明達『天路歴程』、外語研究社、1934年
  - 松本雲舟『全訳 天路歴程』、警醒社、1934年
  - 小野武雄『天路歴程 正編』、長崎書店、1938年
  - 大久保康雄『天路歴程』、風間書房、1949年
  - 伊藤貴麿『天路歴程』、童話春秋社、1949年
  - 竹友藻風『天路歴程（全２巻）』、岩波文庫、1951年
  - 金澤常雄『抄訳 天路歴程』、三一書店、1951年
  - 尾崎安『クリスチャン旅行記 バンヤンの天路歴程』、ヨルダン社、1953年
  - 福與正治『天路歴程 研究社新訳注双書』、研究社、1955年
  - 泉田栄『巡礼者の旅』、朋玄書房、1977年
  - 柳生直行『天の都をさして 『天路歴程』少年版』、すぐ書房、1980年
  - 関根文之助『天路歴程 光を求める心の旅路』、小学館、1981年
  - 池谷敏雄『天路歴程 正篇』『天路歴程 続篇』、新教出版社、1985年
  - 中村妙子『危険な旅 天路歴程ものがたり』、新教出版社、1987年
  - 島田福安『天国への旅』、いのちのことば社、1989年
- The Life and Death of Mr. Badman
  - 高村新一『悪太郎の一生』、新教出版社、1955年
- The Holy War
  - 高村新一『聖戦』新教出版社、1957年

## 参照項目
- en:English Dissenters
- en:To be a pilgrim - Hymn from The Pilgrim's Progress